# SN 2005D
SN 2005D – supernowa typu II odkryta 13 stycznia 2005 roku w galaktyce UGC 3856. W momencie odkrycia miała maksymalną jasność 18,40m.